# ران هایتاور
ران هایتاور (انگلیسی: Ron Hightower؛ زاده ۲۵ فوریهٔ ۱۹۶۶) یک بازیگر پورنوگرافی اهل ایالات متحده آمریکا است.